# Racewo
Racewo [raˈt͡sɛvɔ] est un village polonais de la gmina de Sidra dans le powiat de Sokółka et dans la voïvodie de Podlachie. Il se situe à environ 8 kilomètres au sud de Sidra, à 10 kilomètres au nord de Sokółka et à 45 kilomètres au nord-est de Białystok. 